# 十川嘉太郎
十川嘉太郎（1868年7月15日—1938年1月5日）是日本山口縣出身的土木技師、建築師，士族出身，其在台灣的代表作是明治橋（第一代）。

## 略歷
明治元年（1868年），生於山口縣萩町（現萩市）。明治25年（1892年），札幌農學校工學科（現北海道大學）第二期畢業。明治30年（1897年），渡台，歷任台灣總督府土木技師、河川調查委員會委員等職。大正5年（1916年），退官，返回日本內地。至今，台灣仍仿效其引進的「輪中治水」思想和「霞堤」形式堤防。

## 作品
- 明治橋（1901年、第一代、已不存）
- 台北電話交換所（負責結構計算、1909年、已不存）
- 坪林尾橋（1910年、直轄市定古蹟）